# Акулов, Николай Сергеевич
Никола́й Серге́евич Аку́лов (1900—1976) — советский физик, специалист в области ферромагнетизма. Профессор, академик АН Белорусской ССР.

## Биография
Родился 29 ноября (12 декабря) 1900 года в Орле в семье орловского купца Сергея Васильевича Акулова, который «владел в своё время всем речным транспортом на Оке. <…> Однако после постройки железной дороги, существенно ускорившей перевозки <…> полностью разорился». Мать, Анфиса Васильевна, происходила из зажиточного рода купцов Калашниковых.
Николай Акулов с 1910 по 1918 годы учился в Орловской мужской гимназии и окончил её, как единую трудовую школу 1-й и 2-й ступени в 1919 году. Работал чертёжником в земской управе. Затем поступил добровольцем в Красную армию и участвовал в боях с отрядами генерала Улагая. После демобилизации в 1921 году на Кубани, он поступил на химический факультет Кубанского политехнического института. Переехав в Москву, с 1922 года он продолжил учёбу на химико-технологическом факультете института им. Г. В. Плеханова, вскоре переведясь на физико-математический факультет МГУ, курс которого окончил в 1926 году. Дипломную работу он готовил в лаборатории профессора Н. А. Изгарышева. Затем был зачислен аспирантом в магнитную лабораторию профессора В. К. Аркадьева, семинары которого посещал с 1923 года.
С 1929 года — кандидат, а с 1936 года — доктор физико-математических наук.
- Работал в МГУ имени М. В. Ломоносова до 1954 года, профессор с 1931 года.
- с 1955 по 1957 год — профессор Московского института химического машиностроения.
- основал Институт Прикладной Физики в Минске.
- с 1963 года — заведующий отделом физики неразрушающего контроля АН БССР,
- с 1967 года — заведующий лабораторией этого отдела.
- 1940 год — действительный член АН БССР.

Умер 21 ноября 1976 года, похоронен на кладбище села Луцино Одинцовского района Московской области.

## Научная деятельность
Основные работы посвящены ферромагнетизму, физике горения, теории пластичности и прочности, сегнетоэлектричеству, биофизике.
1928 год — сформулировал закон индуцированной анизотропии, играющий большую роль в современной теории магнитных материалов.
1934 год — независимо от Ф. Биттера предложил метод магнитной металлографии и экспериментально доказал существование областей спонтанного намагничения ферромагнетиков. Исследовал влияние магнитных полей и упругих напряжений на различные физические характеристики ферромагнитных металлов, изучал температурную зависимость важнейших магнитных параметров. Создал аппаратуру по неразрушающим методам контроля промышленной продукции — дефектоскопы, магнитный анизометр, магнитный микрометр и др.

## Награды

### Ордена и медали
- 1943 — медаль «За трудовую доблесть»
- 1945 — медаль «За доблестный труд в Великой Отечественной войне 1941-1945 гг.»
- 1945 — Медаль «За победу над Германией»
- 1951 — орден Трудового Красного Знамени

### Премии
- 1930 — премия Германской академии наук
- 1932 — премия Рокфеллеровского фонда (США)
- 1941 — Сталинская премия II степени (14 марта) — за применение разработанной им теории ферромагнетизма к дефектоскопии металлов[2]
- 1953 — Ломоносовская премия
- 1976 — Государственная премия БССР (посмертно)